# Mar de Camotes

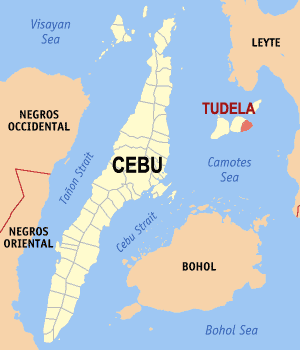
Mapa da zona do mar de Camotes, nas Filipinas

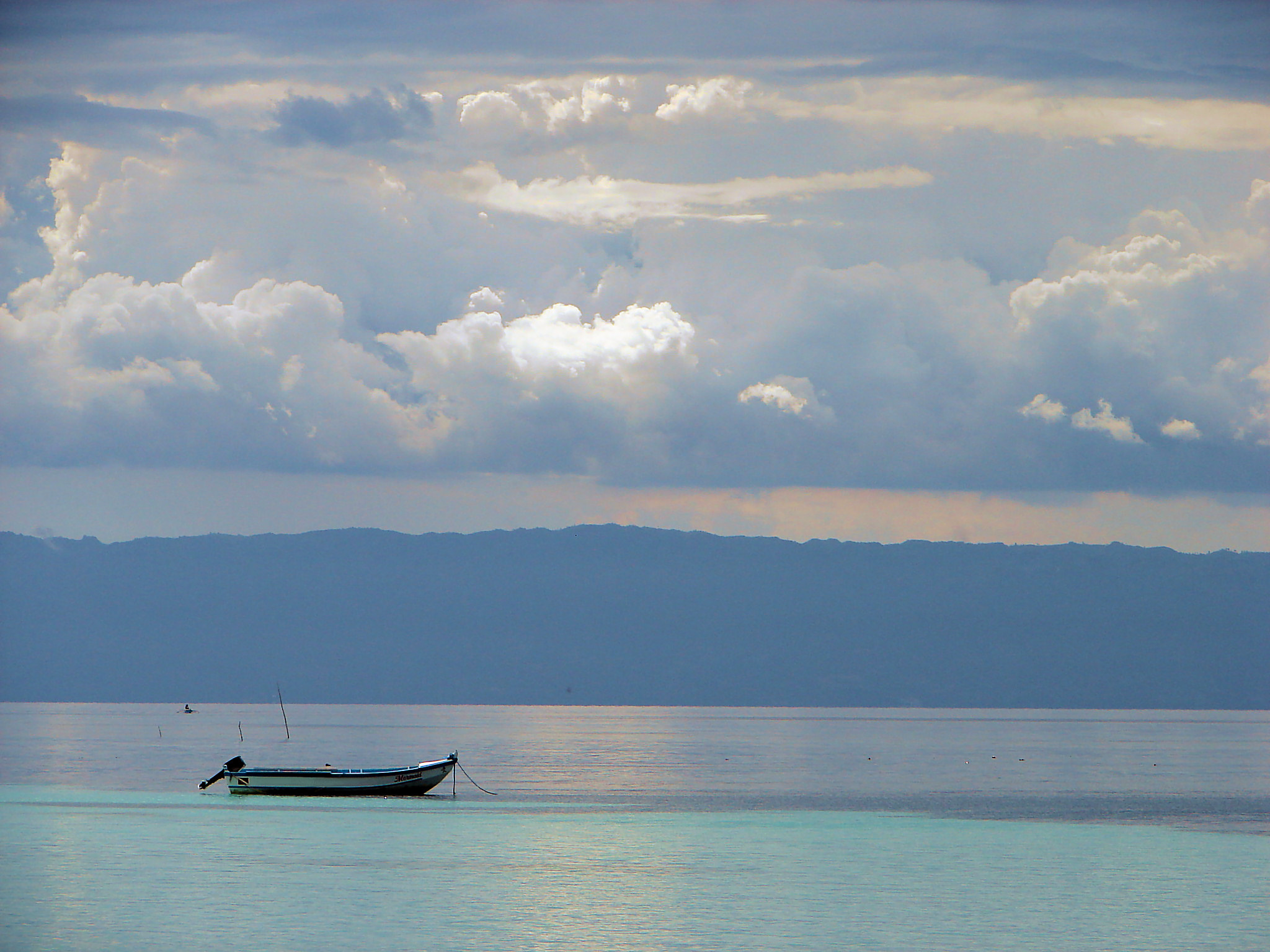
Vista do estreito de Cebu que liga ao mar de Camotes

O mar de Camotes é um dos mares interiores do arquipélago filipino. É um pequeno mar que geralmente se considera parte do mar das Filipinas (por sua vez parte do oceano Pacífico), situado no grupo das ilhas Visayas.
Administrativamente, as suas águas e costas pertencem às Filipinas, estando incluídos nas regiões de Visayas Centrais (região VII) (províncias de Bohol e Cebu) e Visayas Orientais (região VIII) (província de Leyte).
O nome do mar provém do grupo de ilhas que se encontram nele situadas, as homónimas ilhas Camotes, cujo nome tem origem em camotes, uma palavra usada pelos espanhóis para as batatas (de origem mexicano, do náhuatl, camohtli).
As principais cidades da zona são Ormoc City (177 524 hab. em 2007) e Baybay (102 526 hab.), na província de Leyte, e Cebu (798 809 hab.), na província de Cebu.